# Lucia Mangano
Lucia Mangano (Trecastagni, 8 aprile 1896 – San Giovanni la Punta, 10 novembre 1946) è stata una mistica e religiosa italiana, appartenente all'Ordine delle Orsoline.

## Biografia
Nacque in una famiglia di modesta estrazione sociale. Da piccola non frequentò la scuola per aiutare i genitori nei campi. Durante l'infanzia sua madre le raccontava spesso la storia della passione di Cristo. All'età di 17 anni, iniziò a lavorare al servizio di famiglie altolocate. A causa di problemi di salute interruppe le attività, e successivamente decise di prendere i voti. Nel 1923 avvenne la cerimonia di consacrazione presso l'Istituto di Sant'Orsola. Nel 1925 divenne maestra delle novizie, poi superiora della sua comunità, incarico che mantenne fino alla morte.
Sebbene non avessa ricevuto una regolare istruzione, gli scritti in cui consegnò le sue esperienze spirituali sono di una ricchezza che ha stupito i teologi che li hanno studiati in seguito. Nel 1928 conobbe il venerabile Generoso del Santissimo Crocifisso, sacerdote passionista, che ne divenne il direttore spirituale. Nello stesso anno Lucia Mangano ricevette le stigmate e da allora in poi, fino alla sua morte, rivisse la passione di Cristo nel proprio corpo. Nel 1932, padre Generoso la autorizzò a fare il voto di far conoscere e amare il Cristo crocifisso e la Madonna Addolorata. Nonostante la sua vita mistica, Lucia Mangano non dimenticò i suoi doveri quotidiani, e dal modo in cui conduceva la sua vita religiosa, sembra sia stata un esempio. Morì il 10 novembre 1946, circondata dalla reputazione di essere stata una santa.

## Beatificazione
Il 2 luglio del 1994, il santo padre Giovanni Paolo II ha avviato il processo di beatificazione di Lucia Mangano, attribuendole per ora il titolo di venerabile.